# انتزاع المياه
انتزاع المياه يعني قيام الشركات المحلية ومتعددة الجنسيات والحكومات والأفرد بتحويل موارد المياه ومستجمعات الأمطار، فتحرم منها المجتمعات المحلية التي تعتمد على الماء والأنظمة البيئية في حياتهم اليومية. ولهذا الفعل أيضًا آثار مدمرة بيئيًا حيث تُصبح مستجمعات الأمطار غير مستدامة نتيجة زيادة الاستخدام للمياه المحدودة. وفي حين يرتبط انتزاع المياه منذ وقت طويل بقضية تسييج المشاعات, لكن بروز هذا المصطلح حديثًا ارتبط بالتركيز المتجدد على الاستيلاء على الأراضي الناتج عن النمو في المضاربة بالأغذية والاستثمارات الزراعية واسعة النطاق لإنتاج الغذاء والطاقة الحيوية.
ترتبط القدرة على الاستيلاء على المياه دائمًا بعمليات التعديل وتخصيص المياه التي تحول الماء من سلعة عامة إلى سلعة خاصة، حيث تتحدد القدرة على الوصول إلى الماء بالقدرة على الدفع. ومن ثم، يمكن أن تأخذ عملية انتزاع المياه أشكالاً عدة، بدءًا من استخراج الماء من أجل الزراعات الأحادية لمحاصيل الطاقة والغذاء، ووصولاً إلى بناء السدود على الأنهار لتوليد الطاقة الكهرمائية، وحتى خصخصة إدارة المياه العامة في المدن. كما تظهر عملية انتزاع المياه بوضوح في التجارة المتنامية للمياه الافتراضية.

## كتابات أخرى
- Franco, J and Kay, S.(2012) The Global Water Grab: A primer Transnational Institute,the Netherlands
- Woodhouse, P. and A. S. Ganho (2011) Is Water the Hidden Agenda of Agricultural Land Acquisition in sub-Saharan Africa? Paper at International Conference on Global Land Grabbing, University of Sussex, Brighton
- Matthews, N. (2012) Water grabbing in the Mekong basin – An analysis of the winners and losers of Thailand’s hydropower development in Lao PDR Water Alternatives 5(2): 392-411
- Islar, M. 2012. Privatised hydropower development in Turkey:A case of water grabbing? Water Alternatives 5(2): 376-391

http://www.water-alternatives.org/index.php?option=com_docman&task=doc_download&gid=175